# Ли Цзяцзюнь
Ли Цзяцзю́нь (кит. упр. 李佳军, пиньинь Lǐ Jiajūn, род. 15 октября 1975 года в Чанчуне провинции Цзилинь) — китайский шорт-трекист, четыре раза с 1994 по 2006 год представлял свою страну на зимних Олимпийских играх. 5-кратный призёр Олимпийских игр, 13-кратный чемпион мира. Был удостоен чести зажжения огня на церемонии открытия Зимних Азиатских игр 2007 года. В 1998 году окончил Спортивную академию Цзилиня, а также Пекинский университет физического воспитания.

## Спортивная карьера
Ли Цзяцзюнь начал заниматься конькобежным спортом в возрасте 6 лет, но из-за того, что школа находилась слишком далеко от дома, он начал заниматься шорт-треком после года тренировок. Он тренировался на стадионе Нанлин в Чанчуне, расположенном в одиннадцати километрах от его дома. В 1991 году он был включен в национальную команду Китая по шорт-треку. В 1993 году на 7-й Спартакиаде народов КНР выиграл золотую медаль в беге на 1000 м и в эстафете.
В феврале 1994 года Ли дебютировал на зимних Олимпийских играх в Лиллехаммере и занял 16-е места в беге на 500 м и 1000 м и 7-е в эстафете.В 1995 году он выиграл пять дистанции в беге на 500 метров, 1000 метров, 1500 метров, 3000 метров и многоборье на 8-х Национальных зимних играх, а также выиграл в эстафете и в беге на 1000 метров на чемпионате Азии. 
В 1996 году выиграл на дистанциях 500 и 1500 метров на зимних Азиатских играх в Харбине, занял 2-е место на дистанциях 1500 метров на Великих зимних играх и занял 3-е место в эстафете. Он выиграл дистанцию на 1000 метров на чемпионате мира в Гааге, и стал первым чемпионом мира среди мужчин по шорт-треку в Китае. В октябре 1997 года он побил мировой рекорд на 8-й Спартакиаде народов КНР и завоевал две золотые медали.
В феврале 1998 года на зимних Олимпийских играх в Нагано занял 2-е место на 1000 м, 3-е место в эстафете и 9-е в беге на 500 м. Он стал первым китайским спортсменом-мужчиной, завоевавшим медаль на зимних Олимпийских играх. В марте на чемпионате мира в Вене завоевал бронзовую медаль в эстафете. На Кубке мира в сезоне 2008/09 занял в беге на 500 м 2-е место в общем зачёте и выиграл общий зачёт кубка в том сезоне.
В феврале 1999 года на 9-х Национальных зимних играх завоевал 3 золотых и 2 серебряные медали, побив мировой рекорд в эстафете на 5000 метров; азиатские рекорды в эстафете на 1000, 3000 и 5000 метров и национальный рекорд в эстафете на 3000 метров. В марте завоевал золотые медали на командном чемпионате мира в Сент-Луисе и на чемпионате мира в Софии в личном многоборье и в эстафете.
В сезоне 1999/2000 годов на Кубке мира в общем зачёте поднялся на 1-е место на дистанциях 500 м и 1500 м, занял 2-е место в беге на 1000 м и 2-е место в общем зачёте Кубка мира. На командном чемпионате мира в Гааге занял 4-е место в составе мужской команды, а на чемпионате мира в Шеффилде выиграл в беге на 1000 м и в эстафете, а в общем зачёте многоборье завоевал бронзовую медаль.
В сезоне 2000/01 на Кубке мира в общем зачёте в беге на 500 м занял 3-е место, в беге на 1000 м, 1500 м и в многоборье стал 2-м. В 2001 году на чемпионате мира в Чонджу завоевал три золотые медали, в том числе и в многоборье, на командном чемпионате мира в Нобеяме выиграл серебряную медаль. На  Кубке мира в сезоне 2001/02 в общем зачёте выиграл золото в беге на 500 м и бронзу в беге на 1500 м и в личном многоборье.
В феврале 2002 года на зимних Олимпийских играх в Солт-Лейк-Сити Ли Цзяцзю́нь выиграл серебряную медаль в беге на 1500 м и бронзовую в эстафетной гонке. На дистанциях 500 м и 1000 м занял соответственно 10-е и 8-е места. В марте на командном чемпионате мира в Милуоки вновь завоевал золотую медаль, следом в апреле на чемпионате мира в Монреале выиграл бронзовую медаль в эстафете.
В Кубке мира 2002/03 годов он выиграл на этапе в Сагенее в многоборье и в эстафете, а в Санкт-Петербурге занял 2-е место в общем зачёте. На командном чемпионате мира в Будапеште с командой поднялся на 3-е место, на чемпионате мира в Варшаве завоевал два золота на дистанциях 500 м и 1000 м, но в итоге остался в многоборье бронзовым призёром.
В Кубке мира 2003/04 годов он выиграл на дистанции 500 м в общем зачёте и занял 4-е место в общем зачёте Кубка. В марте на командном чемпионате мира в Санкт-Петербурге занял 4-е место, следом на чемпионате мира в Гётеборге в очередной раз выиграл бронзовую медаль в личном зачёте многоборья.
На Кубке мира сезона 2004/05 в общем зачёте занял 4-е место. На командном чемпионате мира в Чхунчхоне в 2005 году и на чемпионате мира в Пекине в беге на 1000 м завоевал бронзовые медали. В октябре на 10-й Спартакиаде народов КНР занял 1-е место в беге на 500 м и 3-е в многоборье, а также  2-е место в эстафете. На Кубке мира в сезоне 2005/06 занял 2-е место в беге на 500 м и 4-е место в общем зачёте по окончании сезона.
Он завоевал бронзовую медаль на дистанции 1500 м на зимних Олимпийских играх в Турине в 2006 году, 5-е место в эстафете и 6-е место на дистанции 1000 м. Официально завершил спортивную карьеру 18 августа 2006 года и последовательно работал тренером, менеджером по обучению и представителем ледовых и снежных видов спорта.
В настоящее время он является членом Комитета спортсменов Организационного комитета зимних Олимпийских игр в Пекине и руководителем второго отдела подготовки Центра зимнего менеджмента Государственного управления спортом. Был факелоносцем зимних Олимпийских игр 2022 года в Пекине, а раннее он был факелоносцем Зимних Азиатских игр 2007 года, Национальных игр 2009 года и Зимних игр 2012 года.  Посол по продвижению зимних видов спорта. 4 февраля на Церемонии открытия зимних Олимпийских игр 2022 года в Пекине он участвовал в выносе Олимпийского флага.